# Mouhet
Mouhet là một xã ở tỉnh Indre khu vực trung bộ Pháp. Xã này có diện tích 32,26 km², dân số thời điểm năm 1999 là 478 người. Khu vực này có độ cao trung bình 260 mét trên mực nước biển. 
Sông Anglin chảy theo hướng tây bắc qua giữa thị trấn.